# Clarence Lucas
Clarence Lucas (* 19. Oktober 1866 in Six Nations Reserve, Ontario; † 1. Juli 1947 in Sèvres, Frankreich) war ein kanadischer Komponist, Schriftsteller und Musikpädagoge.

## Leben und Wirken
Der Sohn eines methodistischen Pfarrers lebte in verschiedenen Kleinstädten Ontarios, bis er 1878 nach Montreal kam, wo er Klavier, Orgel und Violine studierte und ein Schulorchester leitete. Er arbeitete dann als Dirigent eines Amateurorchesters, Organist und Violinist bei der Montreal Philharmonic Society. Von 1885 bis 1888 studierte er in Paris privat bei Georges Marty und am Conservatoire de Paris bei Théodore Dubois Klavier.
Nach seiner Rückkehr unterrichtete er am Toronto College of Music Harmonielehre und Kontrapunkt. 1889 wurde er musikalischer Direktor des Wesleyan Ladies College in Hamilton. Mit der Hamilton Philharmonic Society führte er 1889 Georg Friedrich Händels Messias und 1890 Sir Michael Costas Oratorium Eli auf. Von 1890 bis 1892 unterrichtete er in Utica (New York).
Im Folgejahr ging er nach London, wo er privat Musiktheorie und Komposition unterrichtete und von 1902 bis 1904 die Westminster Society dirigierte. Seine Schüler hier waren Mark und Jan Hambourg sowie Guy d’Hardelot. Ab 1903 war er außerdem London-Korrespondent des New Yorker Musical Courier.
Richard Mansfield engagierte ihn, um Griegs Schauspielmusik zu Ibsens Peer Gynt für die USA-Uraufführung 1906 zu arrangieren und zu dirigieren. Bis zu Mansfields Tof 1907 tourte er mit der Produktion durch die USA, danach ließ er sich als Mitarbeiter des Musical Courier in New York nieder.
1919 ging er erneut nach London und übersiedelte 1923 nach Sèvres, wo er als Arrangeur, Lyriker und Übersetzer sowie bis 1933 als Paris-Korrespondent des Musical Courier wirkte. Ab diesem Jahr lebte er erneut in London.
Lucas war in erster Ehe mit der englischen Pianistin und Schülerin von Clara Schumann, Clara Asher, verheiratet. Sein Sohn Leighton Lucas (1903–1982) wurde ebenfalls als Dirigent und Komponist bekannt.

## Werke
- Two Lyrics, 1889
- Deux Morceaux für Klavier, 1889
- Deux Mazurkas für Klavier, 1890
- Album of Six Baritone Songs, 1894
- Élégie für Violine und Klavier, 1895
- Deux Pièces pour grand orgue, um 1896
- The Money Spider, Oper, um 1897
- Anne Hathaway, Oper, vor 1898
- Praeludium et fuga für Klavier, 1898
- As You Like It, Ouvertüre, 1899
- Macbeth, Ouvertüre, um 1900
- Trois Morceaux pour grand orgue, um 1900
- The Birth of Christ, Kantate, 1901
- Ballade für Violine und Klavier, 1901
- Légende für Violine und Klavier, 1903
- Peggy Machree, musikalisches Spiel, 1904
- Valse Impromptu für Klavier, 1904
- Five Songs, 1904
- Five Lyrical Pieces für Violine und Klavier, 1908
- Epithalamium für Klavier, 1913
- Ariel für Klavier, 1913
- The Bells, Madrigal, 1913
- Battle Ode, für Chor, 1915
- Holiday Sketches für Klavier, 1915
- Prelude and Fugue für Klavier, 1916
- Canadian Wedding March für Orgel, 1917
- Three Impromptus für Violine, 1938
- Ballade für Violine und Klavier, 1939
- Two Compositions for Organ, 1941
- Seven Short Pieces für Orgel, 1945
- Saga, Ein isländisches Märchen für Klavier
- Othello, Ouvertüre
- Sinfonie
- zwei sinfonische Dichtungen
- Bearbeitung der "Sinfonia" aus Bachs "Weihnachtsoratorium", II. Teil, für Klavier

## Schriften
- The Story of Musical Form, London 1908, Reprint Boston 1977